# 島原地域広域市町村圏組合
島原地域広域市町村圏組合（しまばらちいきこういきしちょうそんけんくみあい、英：Shimabara Area Administrative Committee）は長崎県島原半島にある島原市、南島原市、雲仙市の3市が協力し、各構成市の枠を越え、広域的な共同事務を行うために設立した組合である。略称は「島原広域圏」（しまばらこういきけん）。

## 事務局の所在地
- 総務課・電算課・介護保険課 - 〒859-1492 長崎県島原市有明町大三東戊1327（島原市役所有明庁舎3階）
- 会計課 - 〒855-8555 長崎県島原市上の町537（島原市役所本庁舎3階）

## 構成市
- 島原市
- 南島原市
- 雲仙市

## 事業内容
- 内容によって、該当区域が異なる。

### 介護保険
- 該当区域 - 島原市、南島原市、雲仙市全域。

### 消防
- 島原地域広域市町村圏組合消防本部
  - 該当区域 - 島原市、南島原市、雲仙市（旧瑞穂町・国見町地区[1]）
  - 消防本部所在地 - 〒855-0033 長崎県島原市新馬場町872-2

### 不燃物処理
- 該当区域 - 島原市、南島原市、雲仙市（旧瑞穂町・国見町地区[1]のみ）
- 処理施設
  - 島原リサイクルプラント（中間処理）
    - 所在地 - 〒855-0018 長崎県島原市西町1397-1
    - 事業者 - 株式会社 県北衛生社（業務委託）

  - 広域クリーンセンター（最終処分）[2]
    - 所在地 - 〒855-0018 長崎県島原市西町丙1450
    - 事業者 - 組合総務課事業係

### 広域電算処理
- 該当区域 - 島原市、南島原市、雲仙市（旧瑞穂町・国見町地区のみ）
- 内容 - 島原半島の税務情報や住民情報を中心とする行政事務を広域で電算処理する。

### ふるさと市町村圏基金事業
- 該当区域 - 島原市、南島原市、雲仙市（旧瑞穂町・国見町地区のみ）
- 内容 - 資金運用事業。1997年（平成9年）に開始したが、金利低迷などの理由で2005年（平成17年）度で取りやめとなった。
- 趣旨 - 地域の自立的発展が見込まれる地方都市及びその周辺地域を一体とした圏域について、「ふるさと市町村圏」の選定を行い、地方債の活用等により、ふるさと市町村圏基金の設置をし、その総合的・重点的な整備を推進する。
- 用途 - 広報文化事業、広域的スポーツ大会、地域イベントの開催、人材育成のための研修など。

#### 第4次 島原地域ふるさと市町村圏計画
- 該当区域 - 島原市、南島原市、雲仙市（旧瑞穂町・国見町地区のみ）
- 推進計画
  - 計画期間 - 2001年（平成13年）度から2010年（平成22年）度まで。
  - 基本理念 - 人とみどりが輝くふれあいの里しまばら
    - 海のみどり、山の緑の豊かな自然と住民生活が調和した環境にやさしい圏域づくり、思いやりの心をもって心豊かにふれあう人にやさしい圏域づくり
    - 有明海から八代海に連なる九州西岸軸の拠点として圏域一体となったふれあい交流事業を起爆剤とする活力ある圏域づくり
    - 郷土を愛し、みんなで夢を描ける住民主役の圏域づくり

  - キャッチフレーズ - ～サンネット　しまばら　21～
  - 基本施策
    - 安全で利便性の高い定住圏づくり
    - 水と緑に包まれた快適生活圏づくり
    - 思いやりあふれる健康福祉圏づくり
    - 創造性豊かな生涯学習圏づくり
    - 活力ある産業圏づくり

## 組織
- 議会
  - 議員定数 15 
    - 島原市議会で選任された者 5
    - 南島原市議会で選任された者 5
    - 雲仙市議会で選任された者 5

  - 任期 - 各市で決められた期間
  - 定例会は年2回。

- 執行機関
  - 管理者 - 1（市長互選[3]）
  - 副管理者 - 2（管理者にならなかった市長）
  - 会計管理者 - 1（管理者が職員の中から任命）
  - 監査委員 - 有識者1、議会選出者 1
  - 補助職員  
    - 事務局職員[4]（定数51）実数42
      - 事務局長1
        - 総務課6 （不燃物処理等（広域クリーンセンター）も含む）
        - 電算課6
        - 介護保険課26
        - 会計課3

    - 消防機関の職員[5] （定数145）実数146
      - 消防本部　24
        - 消防長1
          - 次長1
            - 総務課4、予防課4、警防課4、指令課11
            - 消防署
              - 島原消防署 - 署長1、本署その他41
                - 消防一課 - 庶務係・警防係・予防係・救急係
                - 消防二課 - 庶務係・警防係・予防係・救急係
                  - 北分署16 - 消防一係・消防二係

              - 南島原消防署 -署長1、本署その他22
                - 消防一課 - 消防係・予防係・救急係
                - 消防二課 - 消防係・予防係・救急係
                  - 布津分署14 - 消防一係・消防二係
                  - 有馬分署14 - 消防一係・消防二係
                  - 口之津分署16 - 消防一係・消防二係

  - 調査会（附属機関）
    - （定員13）実数12
    - 構成員 - 構成市副市長及び職員、島原振興局職員、組合職員

## 沿革

### 昭和
- 1969年（昭和44年）
  - 7月 - 地方自治法第284条第1項の規定に基づき、島原地域が広域市町村圏に指定され、島原地域広域市町村圏協議会（広域行政機構）を設置。
    - 1市 - 島原市
    - 7町 - 南高来郡（瑞穂町、国見町、有明町、深江町、布津町、有家町、西有家町）
- 1970年（昭和45年）
  - 3月 - 県央地域広域市町村圏振興計画（基本構想、基本計画）を策定。
  - 4月 - 島原地域消防福祉組合が発足。
    - 上記1市7町で常備消防業務・伝染病隔離病舎事業を開始。
    - 現在の消防組織の前身。

  - 8月 - 島原半島南部 南高来郡4町（北有馬町、南有馬町、口之津町、加津佐町）が加盟。
- 1971年（昭和46年）4月1日 - 島原地域広域市町村圏組合が発足。事務局を設置し、消防救急業務を開始。
- 1973年（昭和48年）4月1日 - 電算事業、不燃物ごみ処理事業を開始。

### 平成
- 1995年（平成7年）10月 -「ふるさと市町村圏」[6]に指定。
- 1997年（平成9年）4月 - ふるさと市町村圏事業を開始。
- 1999年（平成11年）
  - 6月
    - 南高来郡5町（吾妻町、愛野町、千々石町、小浜町、南串山町が加盟。
    - 組合構成自治体が1市16町となり、共同で介護保険業務を開始。
- 2001年（平成13年）3月 - 島原地域ふるさと市町村圏計画基本構想基本計画（第4次）を策定。
- 2003年（平成15年）4月 - 事務局会計課を設置。
- 2005年（平成17年） 
  - 10月11日 - 南高来郡7町（瑞穂町、国見町、吾妻町、愛野町、千々石町、小浜町、南串山町）が合併し、雲仙市になったことで、構成市町が2市9町となる。
- 2006年（平成18年）
  - 1月 - 島原市と有明町が合併し、島原市になったことで、構成市町が2市8町となる。
  - 3月 - 南高来郡8町（深江町、布津町、有家町、西有家町、北有馬町、南有馬町、口之津町、加津佐町）が合併し、南島原市になったことで、構成市が3市となる。
  - 4月 - 消防本部と島原消防署新庁舎が完成（指令課新設、高機能消防司令センター併設）、南分署を南島原消防署に昇格。
- 2007年（平成19年）
  - 4月 - 収入役を廃止し会計管理者を置く。

## 関連事項
- 島原地域広域市町村圏組合消防本部
- 県央地域広域市町村圏組合